# Rita Fromm

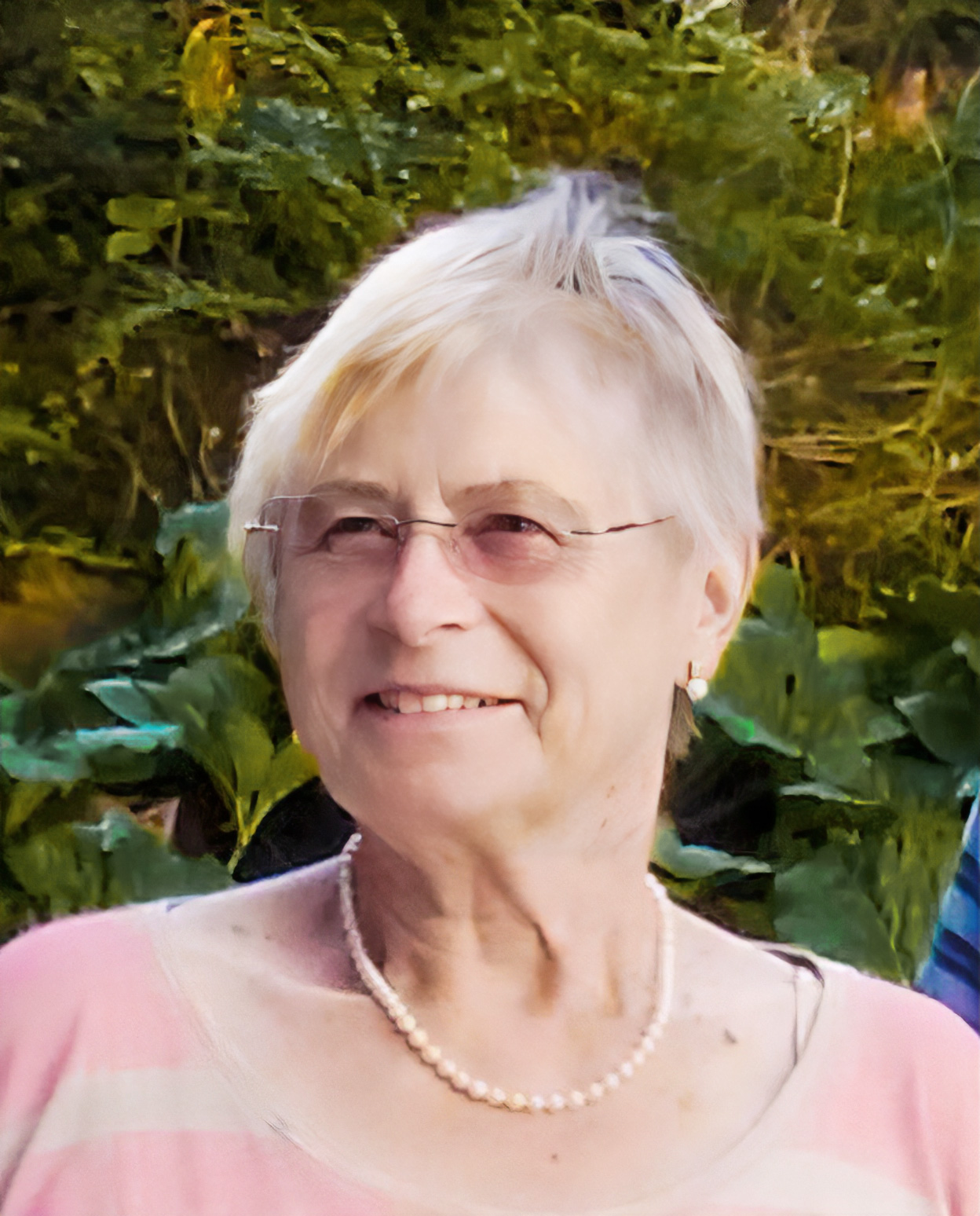
Rita Fromm (2014)

Rita Fromm, geb. Klemp (* 1. Mai 1944 in Josephshof, Kreis Schlochau; † 21. Juni 2024 in Karlsruhe), war eine deutsche Politikerin (FDP).

## Leben und Beruf
Rita Fromm wuchs im Westteil von Berlin aufgewachsen, schloss dort eine Lehre als Industriekauffrau/Fachgruppe Bau ab und arbeitete in verschiedenen kaufmännischen Bereichen des Baustoffgroßhandels, der Baustoffspedition, des Textilgroßhandels und auch als Tennis-Übungsleiterin gearbeitet. Die unruhigen 67er und 68er Jahre, das Aufbegehren der jungen Generation gegen eine verkrustete Nachkriegsgesellschaft, das Entstehen einer revolutionären Bewegung, die außerparlamentarische Opposition, die „Neue Frauenbewegung“ und 1971 die Freiburger Thesen der FDP wirkten auf sie ein. Dem Slogan der Frauenbewegung ‚Das Private ist politisch‘ folgend engagierte sie sich für die FDP und übernahm Parteifunktionen auf Bundes- und Landesebene sowie in Karlsruhe. Mit ihrem Ehemann, dem Dipl.-Ing. Detlef Fromm, lebte sie ab 1976 in Karlsruhe. Aus dem besonderen Interesse an der Frauengeschichte und Politik entwickelte sie im Laufe der Jahre ihre freiberufliche Tätigkeit in der Erwachsenenbildung und verfasste Textbücher für literarisch-musikalische Lesungen, szenische Interpretationen, fiktive Dialoge und Features.

## Politische Tätigkeit
Rita Fromm war von 1980 bis 1983 Mitglied des Deutschen Bundestages. Von 1989 bis 2014 war sie Stadträtin im Gemeinderat Karlsruhe, zeitweise als stellvertretende Fraktionsvorsitzende und ab 2008 als Fraktionsvorsitzende. Stadtplanung, Bauen, Verkehr und eine frauenrelevante Politik waren neben der Kulturpolitik ihre Arbeitsschwerpunkte.

## Publikationen (Auswahl)
Aufsätze 
- Dimensionen einer Freundschaft – ein literarischer Wortwechsel mit Wilhelm Fraenger und seinem Freundeskreis. Eine gemeinschaftliche Veröffentlichung mit Dr. Petra Weckel in: Die Kunst des Vernetzens, Hrsg.: Brachmann Botho, Knüppel Helmut, Leonhard Joachim-Felix, Schoeps Julius H., Band 9, Verlag für Berlin-Brandenburg, 2006, S. 271. ISBN 3-86650-344-X

- „Nach der Charta des Himmels einen Freiheitsbrief für die Erde“* entwickeln… Eine Zeittafel der Geschichte der Frauenemanzipation und Gleichstellung. Hrsg.: Liberale Frauen Mittelbaden, Rita Fromm unter Mitarbeit von Gisela Geckler, Stand 6/2005, 32 S. * Zitat von Louise Aston-Meier (1814–1871).

- „Wir wollen unser Theil verdienen“* – Auszüge aus Briefen, Protokollen, Denkschriften und Reden zur Geschichte der Frauenerwerbsarbeit aus dem 19. und 20. Jahrhundert, Dokumentation der Lesung zum Begleitprogramm der Ausstellung ‚Nägel mit Köpf(ch)en‘ des Büros für Frauenfragen der Stadt Bruchsal 1992. Hrsg.: Gertrud Megerle, Verlag der Jugendwerkstatt Östringen e. V., 1992. ISBN 3-925699-17-1  * Zitat von Louise Otto-Peters (1819–1895).

- Soldatin – ein Beruf wie jeder andere? – eine politische Auseinandersetzung zum Thema Frauen in der Bundeswehr, Stand 1983, Rita Fromm in: Frauen in der Politik. Die Liberalen. Frei sein, um andere frei zu machen, Hrsg.: Funcke, Liselotte mit einem Vorwort von Walter Scheel, Seewald Verlag Stuttgart Herford 1984, S. 271. ISBN 3-512-00707-4

## Auszeichnungen
- 2009: Ehrennadel des Städtetages Baden-Württemberg für 20-jährige Mitgliedschaft im Karlsruher Gemeinderat
- 2014: Ehrenvorsitzende der FDP-Fraktion im Karlsruher Gemeinderat
- 2014: Ehrenmedaille der Stadt Karlsruhe